# معبد تاکدا
معبد تاکدا (به ژاپنی: 武田神社, Takeda Jinja)، یک معبد شینتویی واقع در کوفو، یاماناشی، استان یاماناشی، ژاپن است که به کامی تاکدا شینگن اختصاص دارد.
معبد تاکدا در سال ۱۹۱۹ در محل اقامتگاه سابق شینگن ساخته شد. برخلاف بسیاری از دایمیوها که در کاخ‌هایی در محوطه قلعه‌های مستحکم زندگی می‌کردند، شینگن، که به دلیل جنگیدن با دشمنانش مشهور بود، قلعه ای با ویژگی‌های دفاعی گسترده نداشت. در عوض، او در پشت یک خندق ساده مستقر شد که مرزهای املاک مسکونی او را مشخص می‌کرد و او را از ملازمانش متمایز می‌کرد. ظاهراً فقط دو نسل از جنگ سالاران تاکدا قبل از اینکه قلعه مایزورو در دهه ۱۵۹۰ در پایین دره ساخته شود (درست در طرف دیگر ایستگاه جی‌آر کوفو) در این مکان زندگی می‌کردند.